# Відикон

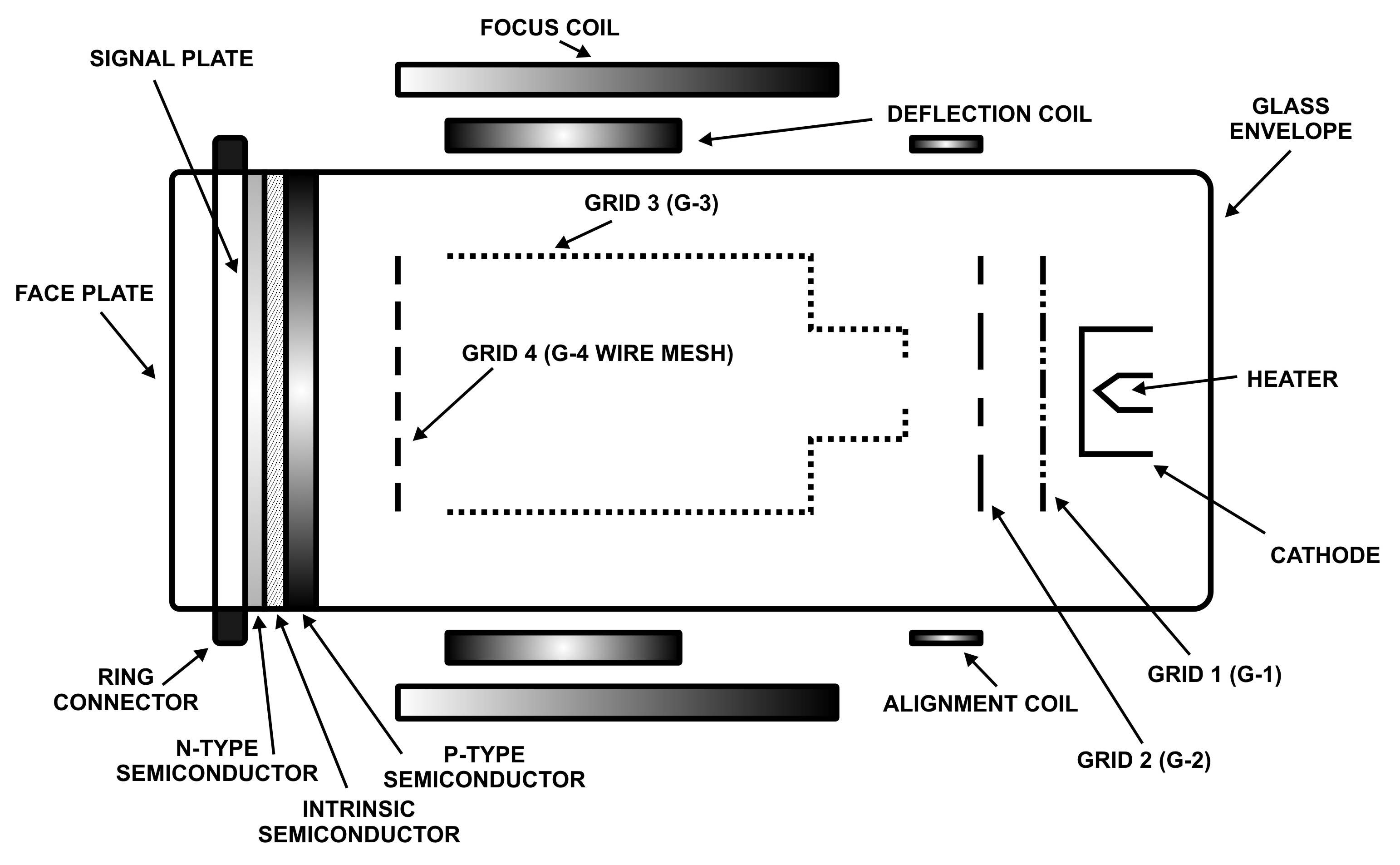
Схема найбільш популярного різновиду відикона - плюмбікона

Відикон (від лат. video — бачу і дав.-гр. εἰκών — зображення) - перетворювач світлового сигналу на електричний; передавальна телевізійна трубка з нагромадженням зарядів, що, розряджаючись електронним променем, утворюють відеосигнал. Основними частинами В. є мішень (напівпрозора металізована сигнальна пластина з фоточутливим шаром на одному боці) та електронний прожектор (випромінювач електронів). Типовий матеріал фоторезистивної мішені - трьохсіркова сурма; використовуються також аморфний селен і деякі інші
Дія відикона ґрунтується на зміні опору фоточутливого шару під впливом світла. Зображення в відиконі проектується на плоску мішень з напівпровідникового матеріалу, на якому накопичується потенційний рельєф. Мішень сканується електронним променем, що підключає зчитувану ділянку до навантаження. Рельєф при цьому руйнується і відновлюється до моменту наступного проходу променя.
Запропоновано в 1925 році Олександром Олексійовичем Чернишовим.
Відикони нескладні за конструкцією, малогабаритні, відзначаються порівняно високою чутливістю та малими власними шумами. Відикони створюють відеосигнал при мінімальній освітленості мішені від десятих часток до десятків люкс, забезпечуючи роздільну здатність від 400 до 10000 ліній. Світлочутливість передавальних камер на відиконі обмежена тільки шумами відеопідсилювача і росте при їх зменшенні. Якщо втрати через таке обмеження великі (наприклад, при надвисокій роздільній здатності), то використовуються відикони, в яких відбитий від мішені промінь посилюється вторинно електронним помножувачем.
Недоліком відиконів з фоторезистивною мішенню є їхня велика інерційність. У фотодіодних мішенях розряд визначається властивостями p-n-переходу, які забезпечують повне розділення світлових носіїв і в зв'язку з цим безінерційність, лінійність світлової характеристики, гранично високу чутливість приладу. Матеріалом таких мішеней зазвичай слугує PbO, Si, CdSe та ін. 
Відикони застосовують у студійних передавальних телевізійних камерах, промислових і спеціальних установках.

## Різновиди
Подальшим розвитком класичного відикона стали його різновиди зі зміненою конструкцією мішені. Практично кожен бренд відикона є власною розробкою тієї чи іншої компанії. Так, права на трубку типу «Сатікон» належать фірмі «Хітачі» (Hitachi), «Ньювікон» розроблений корпорацією «Мацусіта» (Matsushita), а найбільш відомий «плюмбікон» є торговою маркою концерну «Філіпс» (Philips), який протягом тривалого періоду був монопольним виробником цього типу передавальних трубок, що найкраще підходить для кольорових тритрубкових телекамер.
Для кольорового телебачення створені відикони з внутрішнім кольороподілом, що самостійно формують кольорорізницеві сигнали. Найвідоміший відикон такої конструкції називається «Трінікон», розроблений корпорацією «Соні» (Sony).
За способом формування розгортки відикони можуть бути розділені на дві основні групи:
- з магнітним відхиленням зчитувального променя;
- з електричним відхиленням зчитувального променя.

У телевізійних камерах, як правило, використовуються відикони з магнітним відхиленням. Відикони з електростатичною системою розгортки розроблялися для систем технічного зору промислових роботів, так як дозволяють збільшити швидкість розгортки і реалізувати нестандартні її види, у тому числі радіальну, спіральну. Крім того, при використанні відикона простішими засобами досягається висока лінійність відхилення променя, розмір растру не залежить від частоти відхильнчих сигналів і відсутній поворот зображення при зміні напруги на фокусувальному електроді.